# آرثر كونا
آرثر كونا (10 يناير 1990 بريو دي جانيرو في البرازيل - ) هو لاعب كرة قدم برازيلي في مركز الدفاع. لعب مع ميترا كوكار ‏.

## وصلات خارجية
- آرثر كونا على موقع قاعدة بيانات كرة القدم.إي يو (الإنجليزية)
- آرثر كونا على موقع Soccerway.com (الإنجليزية)